# Vápenný Podol
Vápenný Podol är en ort i Tjeckien.   Den ligger i regionen Pardubice, i den centrala delen av landet, 90 km öster om huvudstaden Prag. Vápenný Podol ligger 485 meter över havet och antalet invånare är 202.
Terrängen runt Vápenný Podol är kuperad åt sydväst, men åt nordost är den platt. Runt Vápenný Podol är det ganska glesbefolkat, med 25 invånare per kvadratkilometer. Närmaste större samhälle är Pardubice, 18,6 km norr om Vápenný Podol. Omgivningarna runt Vápenný Podol är en mosaik av jordbruksmark och naturlig växtlighet.